# Pilisszentiván
Pilisszentiván [ˈpiliʃsentivaːn] (deutsch Sankt-Iwan) ist eine Gemeinde im Kreis Pilisvörösvár im Komitat Pest. Knapp fünfzehn Prozent der Bewohner zählen zur Volksgruppe der Ungarndeutschen.

## Gemeindepartnerschaften
- Marktleugast, seit 1988
- Kulturelle (sportliche) Partnerschaft mit Othmarsingen und Hendschiken in der Schweiz seit etwa 2008.

## Sehenswürdigkeiten
- Römisch-katholische Kirche Szűz Mária, az Isteni Gondviselés Anyja, erbaut 1797 im barocken Stil

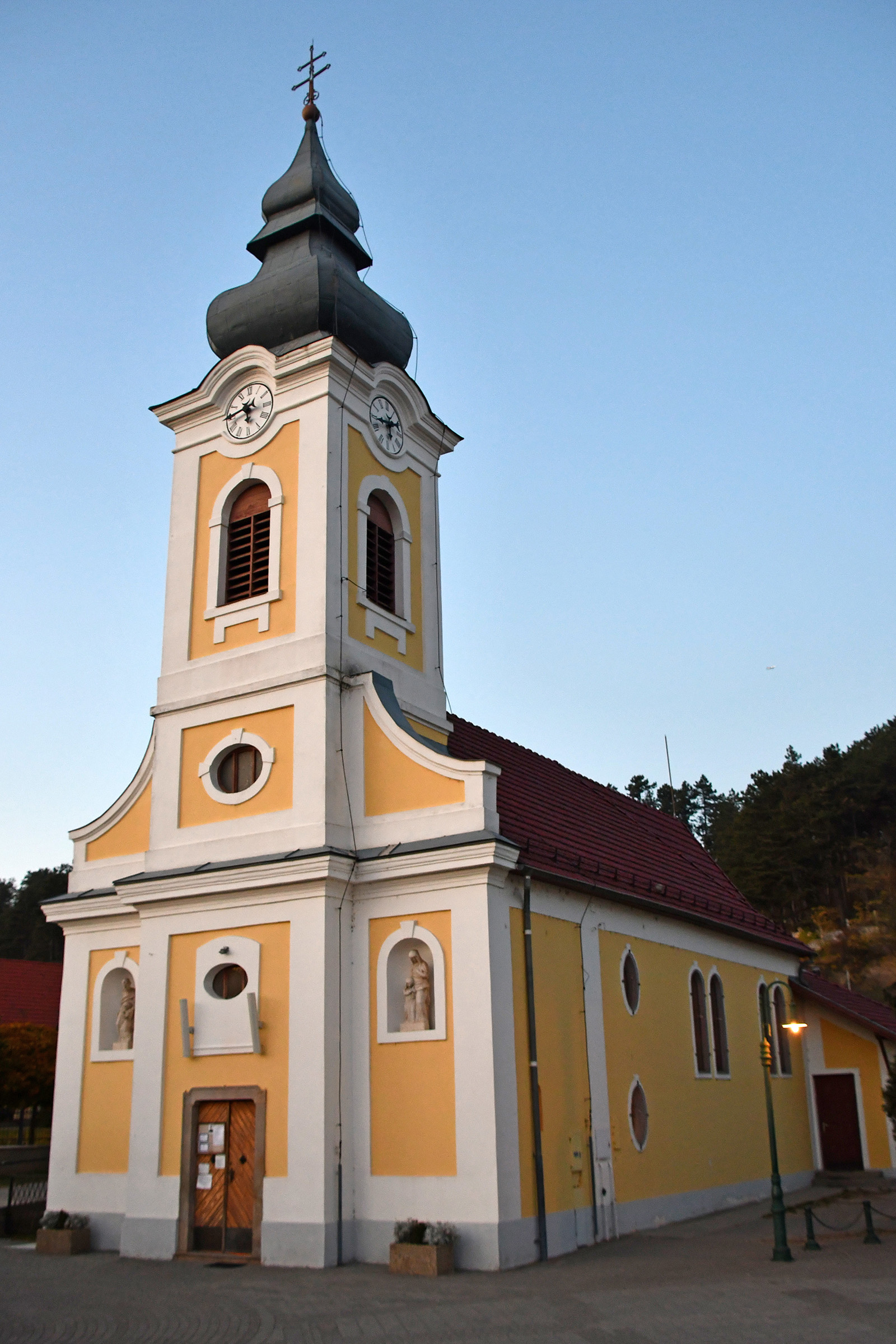
Römisch-katholische Kirche Szűz Mária, az Isteni Gondviselés Anyja
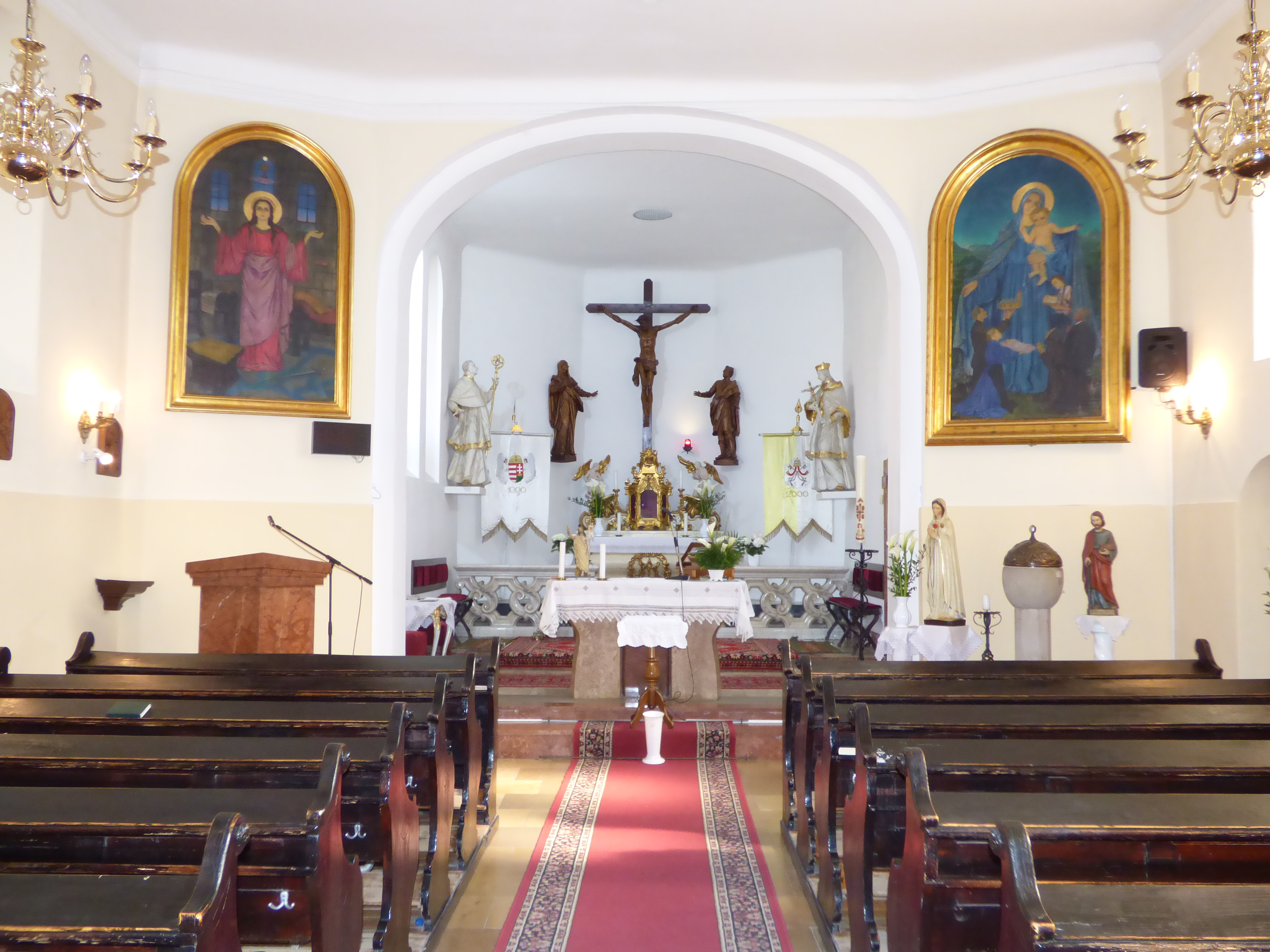
Innenraum der Kirche

## Verkehr
Der nächstgelegene Bahnhof befindet sich knapp einen Kilometer nordöstlich in Pilisvörösvár.

## Wirtschaft
In Pilisszentiván befindet sich die Tochter der US-amerikanischen Thermotechnologiefirma Gentherm Inc. - Gentherm Hungary Kft.